# El Rasillo de Cameros
El Rasillo de Cameros est une commune de la communauté autonome de La Rioja, en Espagne.

## Démographie
| 1900 | 1910 | 1920 | 1930 | 1940 | 1950 | 1960 | 1970 | 1981 |
| ---- | ---- | ---- | ---- | ---- | ---- | ---- | ---- | ---- |
| 407  | 365  | 350  | 307  | 242  | 214  | 154  | 98   | 112  |

| 1991 | 2001 | 2010 | - | - | - | - | - | - |
| ---- | ---- | ---- | - | - | - | - | - | - |
| 121  | 103  | 150  | - | - | - | - | - | - |

## Administration

### Conseil municipal
La ville de El Rasillo de Cameros comptait 144 habitants aux élections municipales du 26 mai 2019. Son conseil municipal (en espagnol : Pleno del Ayuntamiento) se compose donc de 5 élus.
| Parti | Parti                                    | Voix | %       | Élus  |
| ----- | ---------------------------------------- | ---- | ------- | ----- |
|       | Parti populaire (PP)                     | 50   | 59,78 % | 4 / 5 |
|       | ANATUR                                   | 60   | 65,22 % | 1 / 5 |
|       | Parti socialiste ouvrier espagnol (PSOE) | 15   | 16,30 % | 0 / 5 |
|       | Partido Riojano (PR+)                    | 11   | 11,96 % | 0 / 3 |

### Liste des maires
| Mandat    | Maire | Maire                                     | Parti       |
| --------- | ----- | ----------------------------------------- | ----------- |
| 1979-1983 |       | Luis Mª Miguel Calavia                    | PSOE        |
| 1983-1987 |       | Rufino Hernández Sáenz                    | AP          |
| 1987-1991 |       | Rufino Hernández Alonso                   | Indépendant |
| 1991-1995 |       | Lucía Ortega Soriano                      | PSOE        |
| 1995-1999 |       | Francisco Martínez Sáen                   | Indépendant |
| 1999-2003 |       | Francisco Javier Hernández Sáenz          | Indépendant |
| 2003-2007 |       | Miguel Ángel Soriano Pancorbo             | PP          |
| 2007-2011 |       | Miguel Ángel Soriano Pancorbo (2007-2009) | PP          |
| 2007-2011 |       | Carlos Elías García (2009-2011)           | PP          |
| 2011-2015 |       | Carlos Elías García                       | PP          |
| 2015-2019 |       | Luis Carlos Rodríguez Diez                | PR          |
| 2019-2023 |       | Rubén Martínez Soriano                    | PP          |